# John Brown's Heir

John Brown's Heir è un cortometraggio muto del 1911 diretto da C.J. Williams

## Trama
Non appena si è venuto a conoscenza della miniera d'oro che il cercatore John Brown aveva fatto un ricco pioniere, un giornalista viene inviato nella sua cabina per i dettagli. Dopo essere arrivati, intervista Sam Thompson, un vecchio pioniere del campo che soffre di una malattia incurabile e ha sei mesi di vita. Questi due articoli si mescolano nella sala di composizione del giornale, attraverso la stupidità dello stampatore, e quando viene pubblicato la mattina dopo, la storia dello sciopero fortunato di John recita come segue: "John Brown, di Valley Camp, scopre una ricca miniera d'oro. È venuto qui un anno fa in buona salute, ma ora soffre di una malattia incurabile e ha solo sei mes di vitai". L'articolo viene copiato da altri giornali e trova la sua strada verso ciascuno dei parenti di Brown, che, credendo che sarà a loro vantaggio finanziario mostrare molta preoccupazione, gli inviano inviti urgenti a visitarli. All'inizio John è incline ad essere scontento del falso rapporto del giornale, ma ripensandoci decide di continuare accettando gli inviti. Di conseguenza visita i suoi parenti, fingendo di essere malato come il giornale rappresentava. Nel fare il giro dei suoi parenti, la fortuna di John non lo arrende, perché un altro sciopero, non una miniera d'oro questa volta, ma una bella cameriera di cui si innamora. Dopo un breve corteggiamento si sono segretamente sposati. Poi torna con lei al campo minerario ed estende un invito ai suoi parenti a casa sua in una certa data, in modo che possa impartire loro il contenuto della sua ultima volontà e testamento. Il giorno in questione, i parenti sono prontamente a portata di mano in acuta eccitazione e anticipazione, ma con loro sorpresa apprendono che Brown sta godendo della migliore salute, è sposato e ha lasciato tutta la sua fortuna a sua moglie.